# Chameroy
Automobiles Chameroy war ein französischer Hersteller von Automobilen.

## Unternehmensgeschichte
Das Unternehmen aus Le Vésinet stellte Autoreifen her. 1907 begann die Produktion von Automobilen. Der Markenname lautete Chameroy. 1911 endete die Produktion.

## Fahrzeuge
Im Angebot standen Modelle mit Einzylinder-, Zweizylinder- und Vierzylindermotoren. Die Kraftübertragung erfolgte mit Riemen. Es gab weder ein Getriebe noch ein Differential.